# Огорельцев, Виктор Георгиевич
Огорельцев Виктор Георгиевич (1918, Удмуртская АССР, г. Глазов — 22.06.1943, станция Тосно) — советский лётчик, совершивший огненный таран, участник Великой Отечественной войны.

## Биография
Поступил на службу в Молотовский ОВК Молотовской области, служил в 15 гвардейском штормовом авиационном полку 227 штурмовой авиационной дивизии. Штурмовик, в составе экипажа которого был воздушный стрелок гвардии старший сержант, был сбит зенитной артиллерией врага в районе станции Тосно. После обстрела Ил-2 совершил огненный таран, врезавшись в немецкую колонну автотранспорта. Таран совершён 22 июня 1943 года.

## Награды
- Медаль «За оборону Ленинграда»
- Медаль «За отвагу»
- Орден Отечественной войны I степени